# Kumblur, Honnali
Kumblur là một làng thuộc tehsil Honnali, huyện Davanagere, bang Karnataka, Ấn Độ.